# Roselyne Bachelot

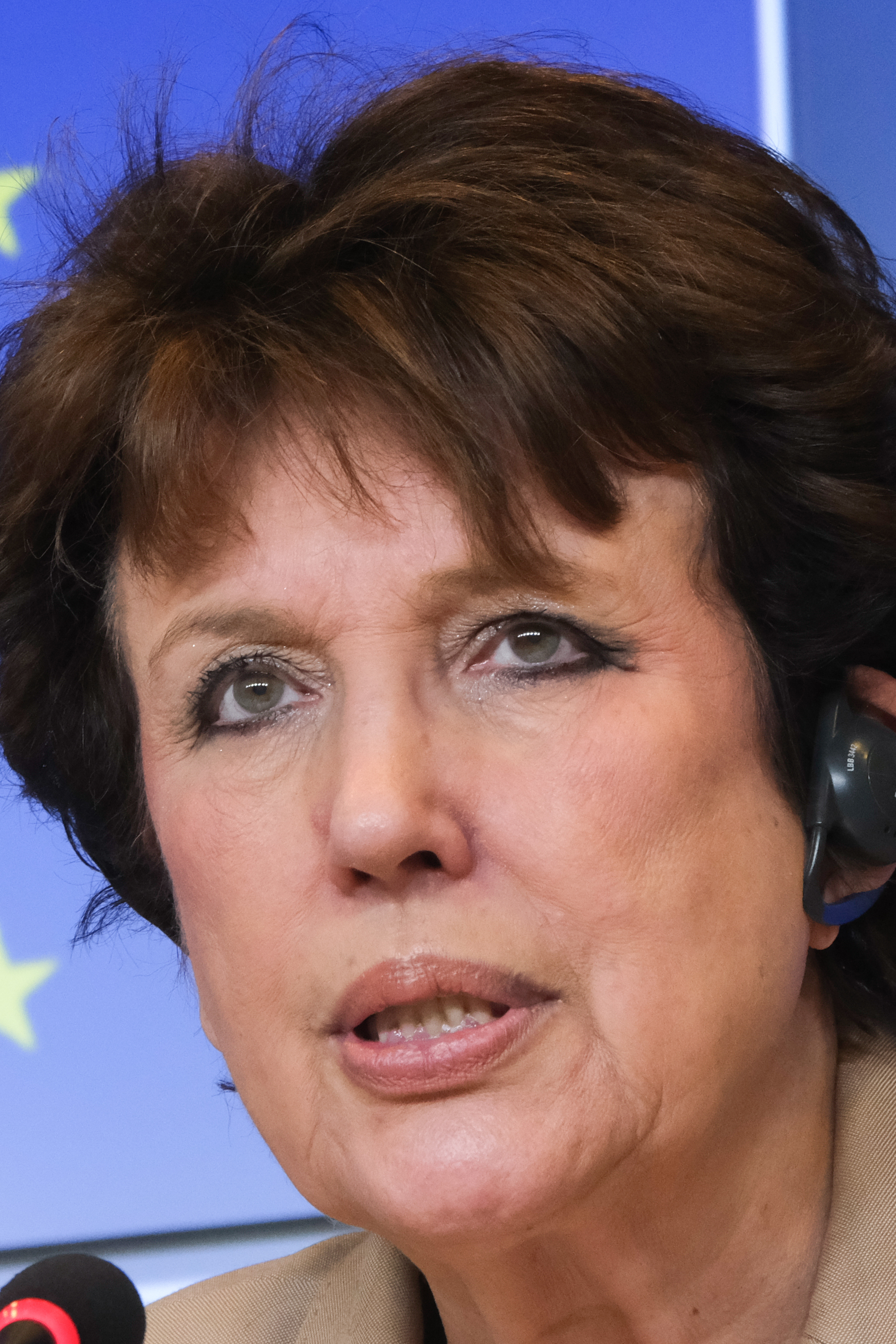
Roselyne Bachelot im April 2022

Roselyne Bachelot, auch Roselyne Bachelot-Narquin (* 24. Dezember 1946 in Nevers) ist eine französische Politikerin und ehemaliges Mitglied des Europäischen Parlaments. Von Mai 2007 bis November 2010 war sie Ministerin für Jugend, Gesundheit und Sport in der Regierung von François Fillon und war anschließend bis Mai 2012 Ministerin für Solidarität und sozialen Zusammenhalt. Seit dem 6. Juli 2020 war sie Kulturministerin in der Regierung von Jean Castex (Kabinett Castex). Sie wurde von Rima Abdul Malak im Mai 2022 abgelöst.

## Leben

### Herkunft und beruflicher Werdegang
Roselyne Bachelot ist die Tochter von Jean Narquin und dessen Frau Yvette Le Dû. Ihre Eltern waren beide Zahnärzte, ihr Vater wirkte außerdem als Politiker und war von 1968 bis 1988 Mitglied der Nationalversammlung für die gaullistische Partei Rassemblement pour la République (RPR). Roselyne Bachelot studierte Pharmazie und schloss ihr Studium mit dem Examen ab. Sie arbeitete von 1971 bis 1976 als Pharmazeutin für Laboratoires IciPharma (Tochterfirma der Imperial Chemical Industries). Im Jahr 1982 wurde sie promoviert und wirkte von 1984 bis 1991 in Guinea (Afrika) der Öffentlichkeitsarbeit für die Gesundheitseinrichtung Soguipharm. Parallel dazu führte sie bis 1991 eine Apotheke in Frankreich.

### Politischer Werdegang
Ihr Einstieg in die Politik erfolgte als gewähltes Mitglied von Stadt- und Generalrat in Angers von Juni 1995 bis März 2001 bzw. dem Département Maine-et-Loire für die gaullistische Partei RPR zwischen März 1982 und Juni 1998. Ab 1986 wurde sie außerdem Abgeordnete im Regionalrat der Region Pays de la Loire, in dem sie von April 2001 bis März 2004 die Vizepräsidentschaft übernahm. Bereits 1988 wurde Roselyne Bachelot zudem als Deputierte in die Nationalversammlung gewählt. Dort saß sie bis 2004 und übernahm damals außerdem den Sitz ihres Vaters im 1. Wahlbezirk von Maine-et-Loire.
Durch ihre natürliches Auftreten, mit dem sie im trockenen Politikbetrieb auffiel, kam sie häufig in die Medien und erreichte einen hohen Bekanntheitsgrad. Dazu trug ihr parlamentarisches Plädoyer im November 1998 bei, als sie für den Pacte civil de solidarité (PACS) eintrat, dem französischen Pendant zur eingetragenen Partnerschaft, und sich dabei gegen ihre eigene Fraktion stellte. In der 2002 als Nachfolgerin der RPR gegründeten Partei Union pour un mouvement populaire (UMP) wurde sie stellvertretende Generalsekretärin.
Bei der Präsidentschaftswahl 2002 war sie Sprecherin für die Wahlkampagne von Jacques Chirac. Nach dessen Wahlsieg wurde sie in der Regierung Jean-Pierre Raffarin (2002–2004) Ministerin für Umwelt und Nachhaltige Entwicklung und gab ihr Abgeordnetenmandat zurück. Als Umweltministerin trat sie für die Nutzung der Atomkraft ein. Nach den verlorenen Regionalwahlen 2004 trat sie mit der gesamten Regierung zurück und wurde nicht in die zweite Regierung Raffarin berufen. 
2004 wurde sie bei den Europawahlen auf der UMP-Liste in das Europäische Parlament gewählt und übte dieses Abgeordnetenamt von Juni 2004 bis zum 17. Mai 2007 aus. Ende 2006 riet sie Jacques Chirac öffentlich, keine dritte Amtszeit als Präsident anzustreben. Mai 2007 legte Bachelot ihr Mandat im Europäischen Parlament nieder, um einen Ministerposten im Kabinett Fillon II wahrzunehmen. Elisabeth Morin rückte für sie in das Europäische Parlament nach.

### Privates
Aus ihrer Ehe mit Jacques Bachelot hat sie einen Sohn.

## Schriften
- Deux femmes au royaume des hommes. („Zwei Frauen im Reich der Männer“); gemeinsam mit Geneviève Fraisse. Ed. Hachette Littératures, Paris, 1999.
- Le PACS entre haine et amour. (dt. „Eingetragene Lebenspartnerschaften zwischen Hass und Liebe“); Plon, Paris 1999, ISBN 2-259-19143-6.
- Les maires: fête ou défaite? Carrière, Paris 2001, ISBN 2-84337-138-4.
- Le combat est une fête. Robert Laffont, Paris 2006, ISBN 2-221-10312-2.
- 682 Jours, le Bal des hypocrites., Plon, Paris 2023, ISBN 9782259314657.

### In Herausgeberschaft
- Als Herausgeberin: Unsere Vision von Europa 2020 / Fraktion der Europäischen Volkspartei (Christdemokraten) und europäischer Demokraten im Europäischen Parlament. Delta, Brüssel 2006, ISBN 2-8029-0169-9.

## Ehrungen und Auszeichnungen
- 2010: Großkreuz des Verdienstordens Pro Merito Melitensi des Souveränen Malteserordens.[2]
- 2013: Ritter der Ehrenlegion[3]